# 国民议会 (苏里南)
国民议会（荷蘭語：De Nationale Assemblée）是苏里南的国家立法机关。国民议会实行一院制，由51名议员组成。每届议会任期5年。现任议会主席是Jennifer Simons。国民议会拥有立法权、部分行政权和监督权。政府向议会负责。苏里南总统为国家元首，由国民议会议员选举产生，须获三分之二多数选票。